# .mm
.mm – domena internetowa przypisana do Mjanmy (Birmy). Została utworzona 4 lutego 1997. Domeną zarządza Ministerstwo Transportu i Komunikacji Mjanmy.